# Mellunmäki

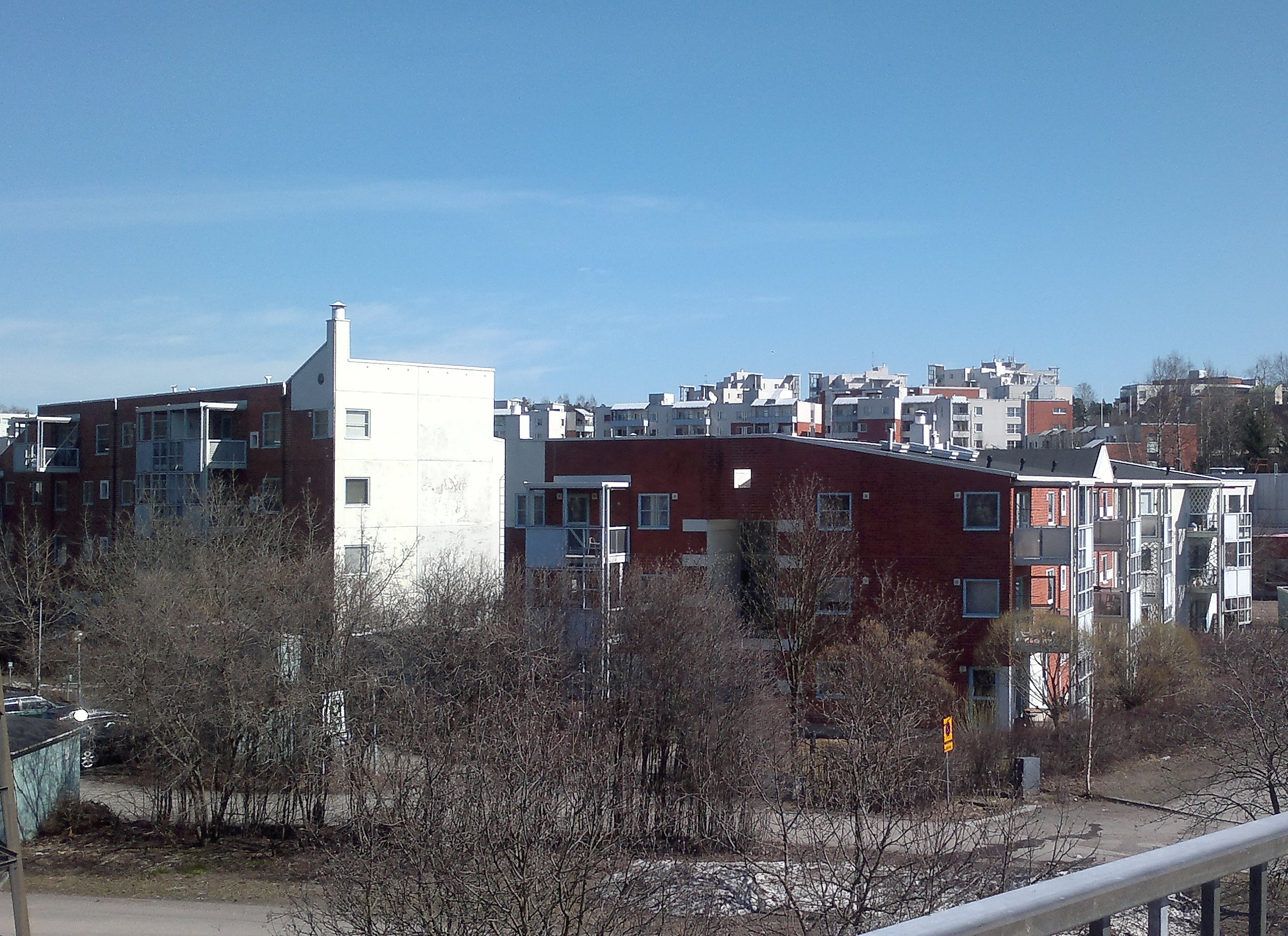
Habitations à Mellunmäki.

Mellunmäki (suédois : Mellungsbacka) est une section du quartier de Mellunkylä à Helsinki en Finlande. 

## Description
Mellunmäki a une superficie de 2,23 km2, elle accueille 8 047 habitants(1.1.2010) et elle offre 852 emplois (31.12.2008).

## Galerie

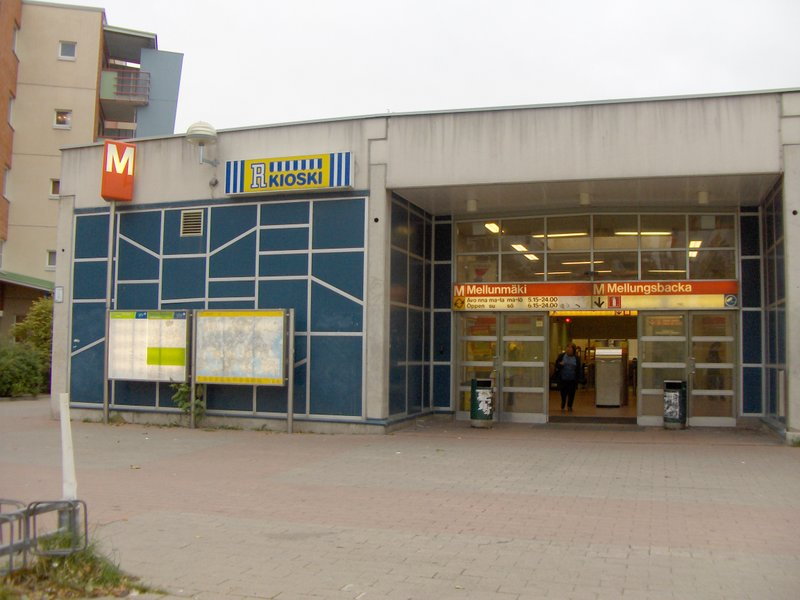
La station de métro de Mellunmäki.
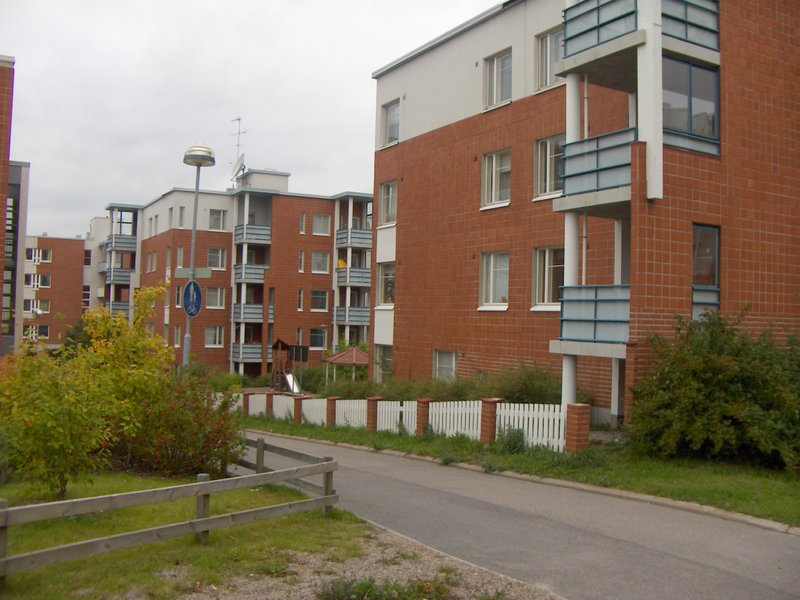
Habitations de Lokavuori.
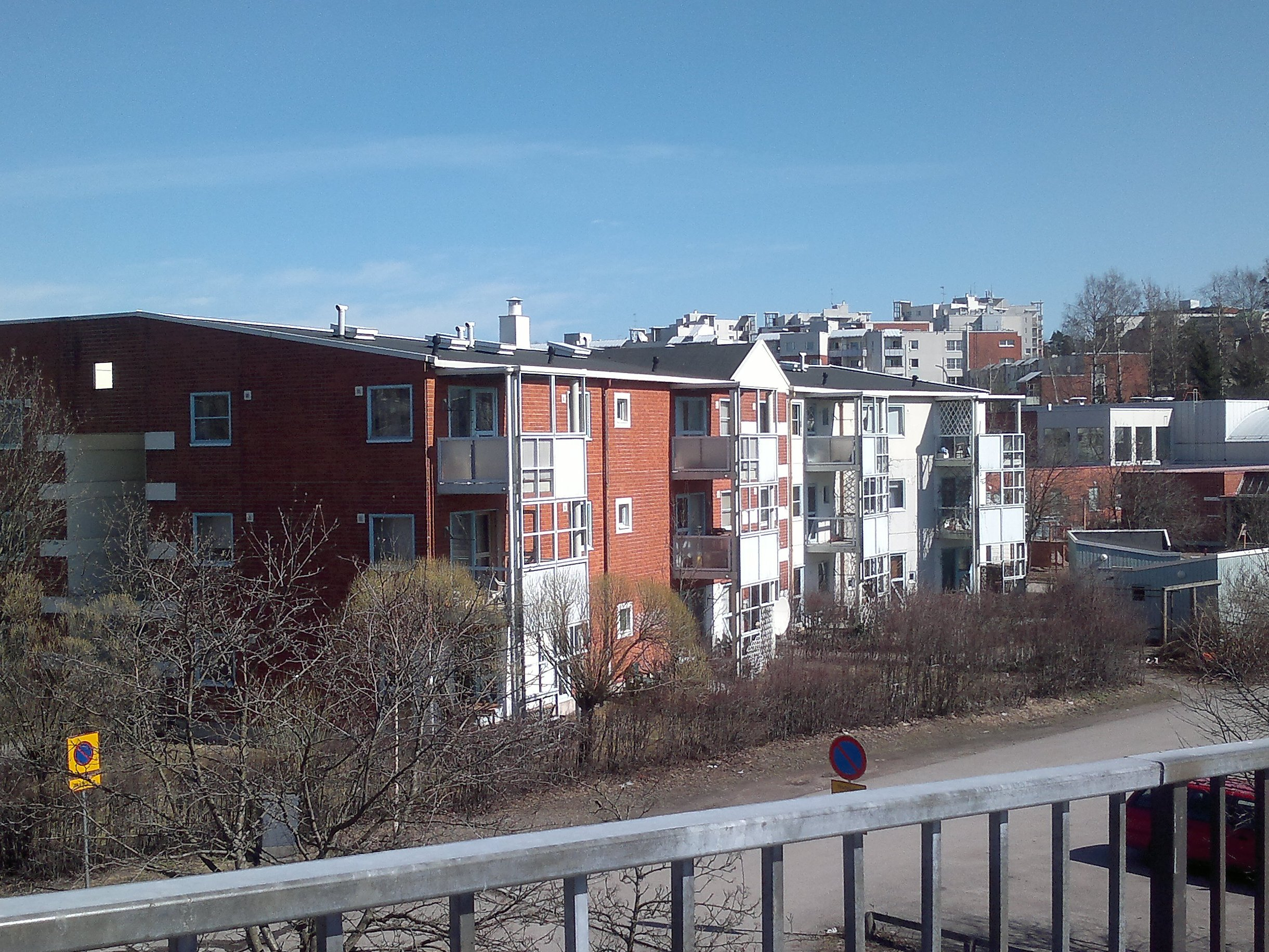
Habitations de Mellunmäki.
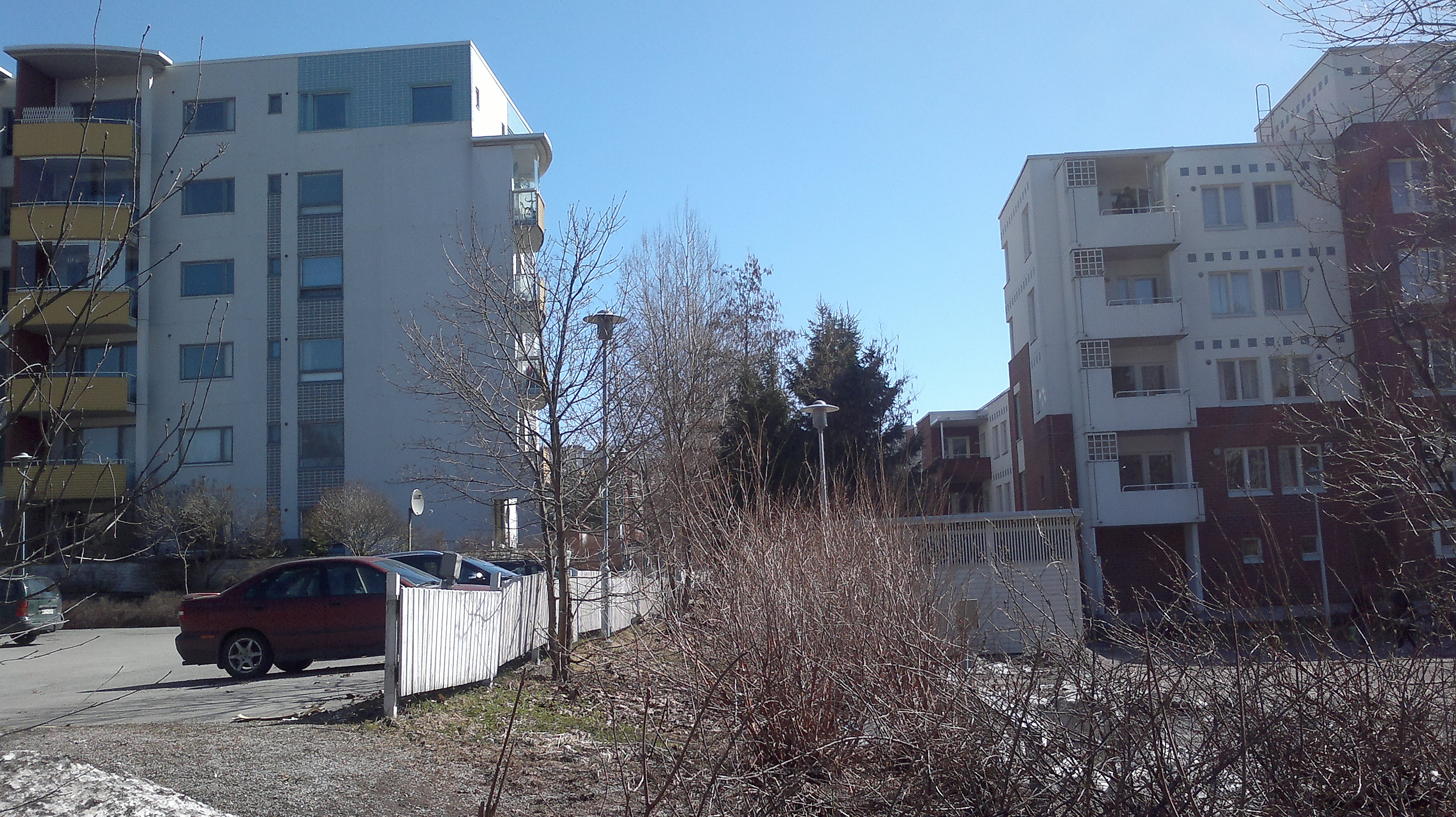
À gauche Länsimäki, Vantaa et à droite Mellunmäki.
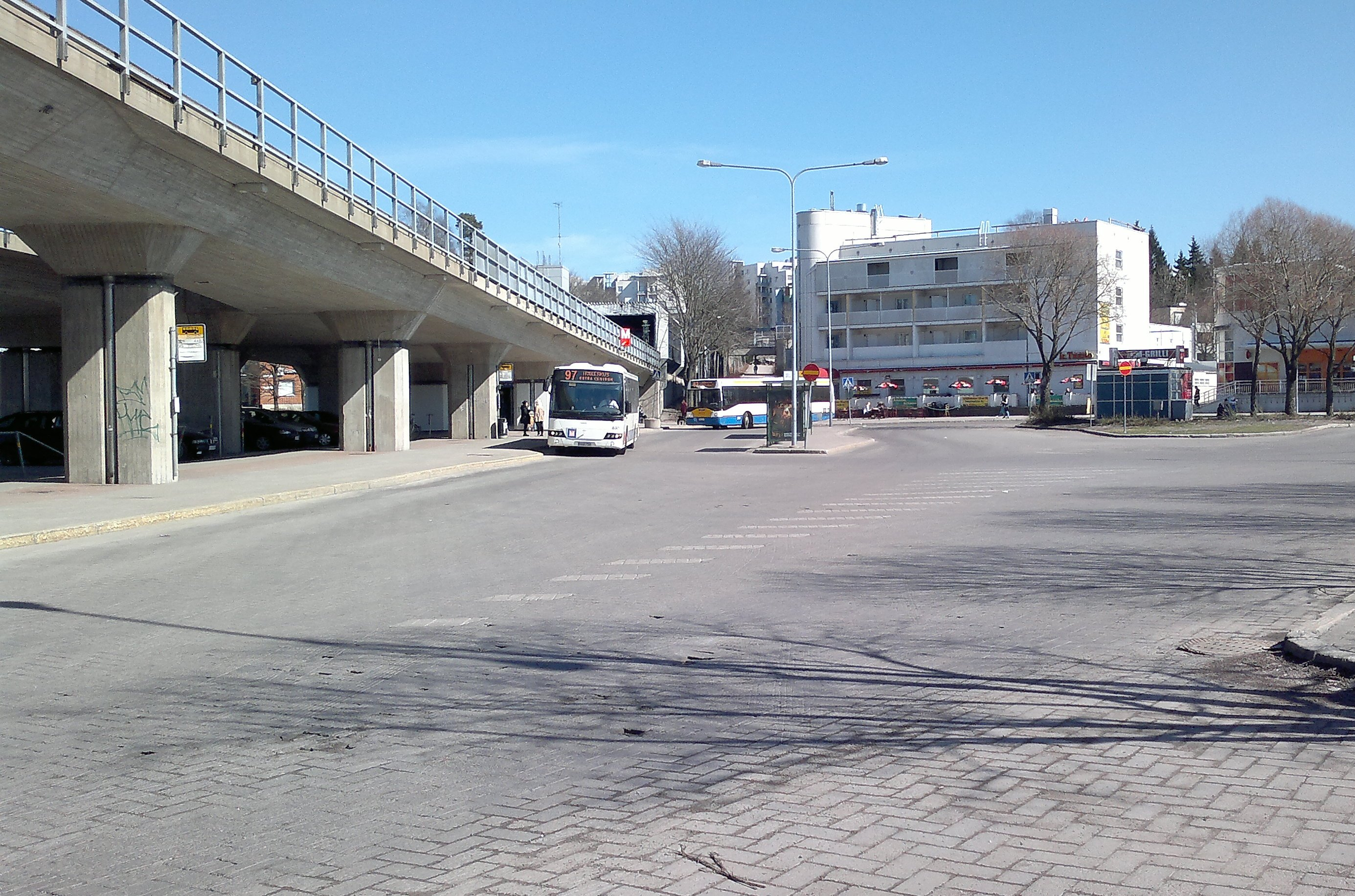
Gare routière et station de métro de Mellunmäki.